# Pangkung Karung
Pangkung Karung is een bestuurslaag in het regentschap Tabanan van de provincie Bali, Indonesië. Pangkung Karung telt 2636 inwoners (volkstelling 2010).